# 女蔵人
女蔵人（にょくろうど）は、宮中に奉仕した女官の1つ。内侍・命婦の下で雑用を務めた。

## 概要
9世紀に設置された男性官人の蔵人に擬えて置かれた役職と考えられ、当然後宮職員令には規定がなく、その成立は10世紀と考えられている。およそ六位に相当し、年労によって五位に叙せられる場合もあった。后妃や東宮の元にも配置される場合もあった。
平安時代の女蔵人は内裏の貞観殿にあった御匣殿に詰めて内侍・命婦らに率いられたり、指示を受けたりして宮中の各種雑用を行った。具体的には御匣殿における装束・裁縫のこと、殿上の備品や儀式・宴会の際に出される禄物の管理、殿上の掃除や御灯の管理、御手水・御膳の供進、天皇出御の際に内侍を補佐して御剣・御璽を棒持、6月と12月の晦日に行う祓、節折の時期に天皇の衣装のための採寸を行う（節折蔵人）など、その職務は幅広かった。
江戸時代の女蔵人は命婦の下、御差の上の地位に置かれ、国名をもって呼称された。定員は原則1名であるが、2・3名存在する場合もあった。職掌は宮中の雑用を担当する点では平安時代と変わりがなかった。なお、天皇の交替があっても最低1名は女蔵人に留まって引き続き職務にあたることとされ、また年労によって命婦に昇進する場合もあった。出身としては、外記・史・六位蔵人を出す地下家や北面・社家（主に上賀茂神社・下鴨神社・松尾神社・日吉神社など）などから選ばれたが、次第に地下家の娘は命婦として採用されることが多くなり、もっぱら北面と社家から選ばれるようになった。
明治2年（1869年）に女蔵人は命婦（六位相当）に統合されて権命婦・新権命婦と改称されたことによって廃止された。